# Herta Ware
Herta Ware (nacida Herta Schwartz; Wilmington, Delaware; 9 de junio de 1917 – Topanga, California; 15 de agosto de 2005) fue una actriz y activista política de nacionalidad estadounidense.

## Biografía
Nacida en Wilmington, Delaware, su padre era actor, y su madre música. Nieta de activistas socialistas y sindicales, Ware debutó como actriz teatral en el circuito de Broadway con la obra Let Freedom Ring, en la que trabajaba con Will Geer, con el que se casaría en 1934. La pareja actuó en otras representaciones en Nueva York, entre ellas Bury the Dead (1936), Prelude (1936), 200 Were Chosen (1936) y Journeyman (1938). Como actriz cinematográfica, Ware es probablemente más conocida por su interpretación de la esposa enferma de un amargado Jack Gilford en la película Cocoon.
La pareja, con inquietudes políticas, se mudó a Los Ángeles a inicios de la década de 1940, asentándose en Santa Mónica (California). Allí Geer inició una carrera como actor cinematográfico, aunque finalmente se haría conocido por su papel de "Grandpa Walton" en la serie televisiva The Waltons. El matrimonio se dedicó a la actividad social y sindical, y en la década de 1950 fueron incluidos en la lista negra por la negativa de Geer a testificar ante el Comité de Actividades Antiestadounidenses. 
Geer y Ware tuvieron tres hijos, entre ellos la actriz Ellen Geer. Aunque se divorciaron en 1954, conservaron la amistad. Ware tenía también una hija, la actriz Melora Marshall, procedente de su matrimonio con David Marshall.
Mientras permanecieron casados, Ware colaboró en la instalación del Will Geer Theatricum Botanicum en Topanga, un centro teatral con un jardín en el que crecían todas las plantas mencionadas en las obras teatrales de Shakespeare.
Herta Ware falleció en Topanga, California, en 2005, a causa de las complicaciones del párkinson que padecía. Fue enterrada en el Jardín Shakespeare Garden de la finca Will Geer Estate en Topanga.